# Viscum congolense
Viscum congolense là một loài thực vật có hoa trong họ Santalaceae. Loài này được De Wild. & T.Durand miêu tả khoa học đầu tiên năm 1900.